# Адажио (акробатика)
Адажио представлява изпълнения, включващи акро баланс, изпълнени от двама партньори. Изпълнява се в професионалния цирк, в различни танцови дисциплини, включително акро танц и балет.
Адажио двойката се състои от база и flyer (летец). Базата осъществява контакт със земята, а flyer-а (летеца) запазва баланс във въздуха. Базата може да се движи в различни позиции, като лежане на земята, стоене на крака или колене. Flyer-a може да балансира на краката на базата, ръцете, раменете, коленете бедрата, гърба или комбинации от изброените части на тялото на базата.
|  | Тази страница частично или изцяло представлява превод на страницата Adagio (acrobatics) в Уикипедия на английски. Оригиналният текст, както и този превод, са защитени от Лиценза „Криейтив Комънс – Признание – Споделяне на споделеното“, а за съдържание, създадено преди юни 2009 година – от Лиценза за свободна документация на ГНУ. Прегледайте историята на редакциите на оригиналната страница, както и на преводната страница, за да видите списъка на съавторите. ВАЖНО: Този шаблон се отнася единствено до авторските права върху съдържанието на статията. Добавянето му не отменя изискването да се посочват конкретни източници на твърденията, които да бъдат благонадеждни. |